# Xã Rush, Quận Schuylkill, Pennsylvania
Xã Rush (tiếng Anh: Rush Township) là một xã thuộc quận Schuylkill, tiểu bang Pennsylvania, Hoa Kỳ. Năm 2010, dân số của xã này là 3.412 người.